# Blargie

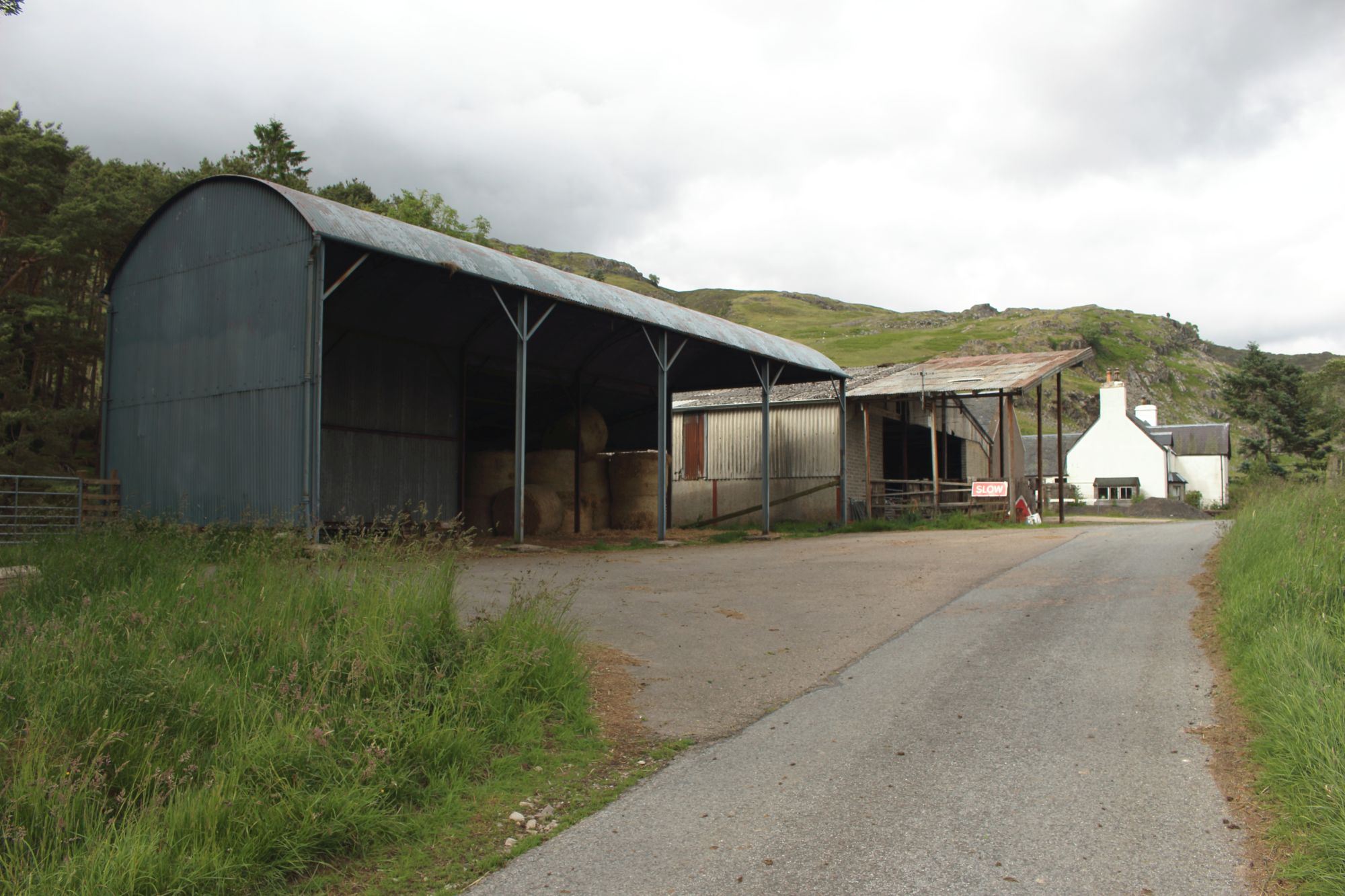
Bauernhof in Blargie

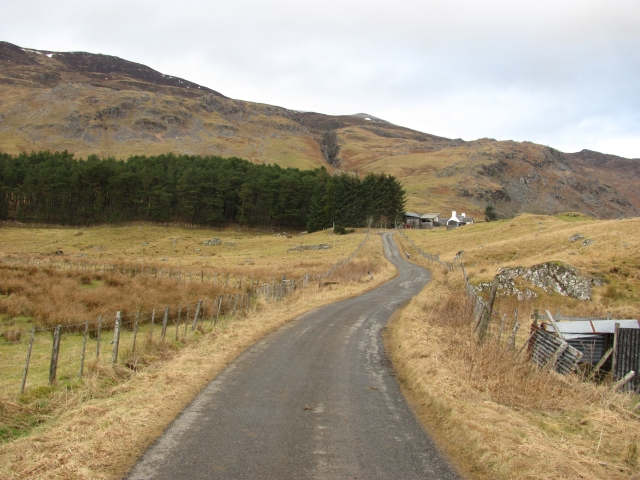
Straße nach Blargie

Blargie ist eine Ansiedlung in den schottischen Highlands. Sie liegt in der historischen Region Badenoch, die im Süden der Council Area Highland liegt. Im Rahmen der historischen Gliederung Schottlands in Civil Parishes zählt Blargie zur Civil Parish Laggan, die zu Inverness-shire gehörte.
Blargie liegt im ländlichen Raum, etwas erhöht über dem linken Ufer des obersten Abschnittes des Flusses Spey. Die an der aus einer Farm bestehenden Ansiedlung vorbeiführende Straße verbindet Laggan im Osten mit dem Spey Dam im Westen.